# Via Crucis (Franz Liszt)
Pour les articles homonymes, voir Via Crucis (homonymie).
Via Crucis (Chemin de croix) est une œuvre de Franz Liszt pour clavier (orgue ou piano) et voix (solistes et chœurs).
Elle a été écrite entre 1878 et 1879. Il s'agit donc d'une œuvre de la maturité du musicien qui avait alors près de 67 ans. Elle est postérieure de deux ans à sa troisième année de Pèlerinage.
Même si le compositeur a un profond engagement religieux, puisqu'il était lui-même franciscain, son œuvre sacrée est beaucoup moins connue que ses partitions profanes. Il a notamment écrit un Requiem, plusieurs messes et deux oratorios (Christus, la légende de sainte Elisabeth).
La genèse de Via Crucis a été inspirée par la vision des dessins de Johann Friedrich Overbeck (1789-1869). Liszt en projette l'écriture dès 1874 mais sa gestation se fait essentiellement entre l'automne 1878 et le 26 février 1879, date marquée sur la partition. L'œuvre ne sera créée qu'un demi-siècle plus tard à Budapest, en 1929, soit longtemps après le décès de Liszt.
L'œuvre se compose de quinze parties (une hymne et les quatorze stations) et son exécution demande environ trois quarts d'heure.
Elle se caractérise par une profonde austérité et intériorité, qui contraste avec ses partitions plus connues. Les chants sont soit a cappella, soit avec un accompagnement très discret au clavier. Ce dernier comporte des parties solistes, également dépouillées. L'inspiration musicale est très variée, allant du  chant grégorien pour l'hymne initial, à la liturgie luthérienne, jusqu'à reprendre quelques thèmes de la Passion selon saint Matthieu de Jean-Sébastien Bach, formant une composition très œcuménique.

## Histoire
La plus grande partie de l’œuvre a été écrite pendant l'été 1878 à la villa d'Este où il séjournait, mais Liszt en avait conçu l'idée dès 1866 et a commencé à l'écrire en 1874.
Liszt a composé plusieurs versions de cette œuvre :
- Pour chœur mixte, solistes et orgue (LW J33), ou avec la partie d'orgue arrangée pour piano.
- Pour piano seul (LW A287).
- Pour orgue seul (LW E31).
- Pour deux pianos (LW B52).

## Structure de l’œuvre
|       | Introduction                                  | Vexilla Regis, texte de Venance Fortunat. Chœur à l'unisson. |
| I.    | Jésus est condamné à mort.                    | Innocens ergo sum, Mt 27,24 |
| II.   | Jésus prend la croix sur ses épaules.         | Eine Baritonstimme chante Ave Crux, texte de l'introduction. |
| III.  | Jésus tombe pour la première fois.            | Chœur d'hommes chante Jesus cadit, suivi par un chœur de femmes avec un Stabat Mater                                                                                         |
| IV.   | Jésus rencontre sa sainte Mère.               | Orgue seul. |
| V.    | Simon de Cyrene aide Jésus à porter sa croix. | Orgue seul. |
| VI.   | Sainte Véronique essuie le visage de Jésus.   | Choral O Haupt voll Blut und Wunden, texte de Paul Gerhardt, mélodie de Hans Leo Hassler                                                                                     |
| VII.  | Jésus tombe pour la seconde fois.             | Même dispositif que station III. |
| VIII. | Jésus console les filles de Jérusalem..       | Eine Baritonstimme chante Nolite flere super me, Lc 23,28 |
| IX.   | Jésus tombe pour la troisième fois.           | Même dispositif que station III. |
| X.    | Jésus est dépouillé de ses vêtements.         | Orgue seul |
| XI.   | Jésus est crucifié.                           | Chœur d'hommes Crucifige, "Crucifie-le" |
| XII.  | Jésus expire sur la croix.                    | Eine Baritonstimme chante Eli, Eli, In manus tuas, Consummatum est puis le chœur chante O Traurigkeit, texte de Johann Rist et mélodie issue des Himmlische Harmonie (1628). |
| XIII. | Jésus est descendu de la croix.               | Orgue seul |
| XIV.  | Jésus est mis au tombeau.                     | Variation polyphonique sur Vexilla Regis de l'introduction |

## Discographie
- Reinbert de Leeuw, Chœur de chambre néerlandais (en), Philips Classics, 1986